# Juan Gómez de Mora

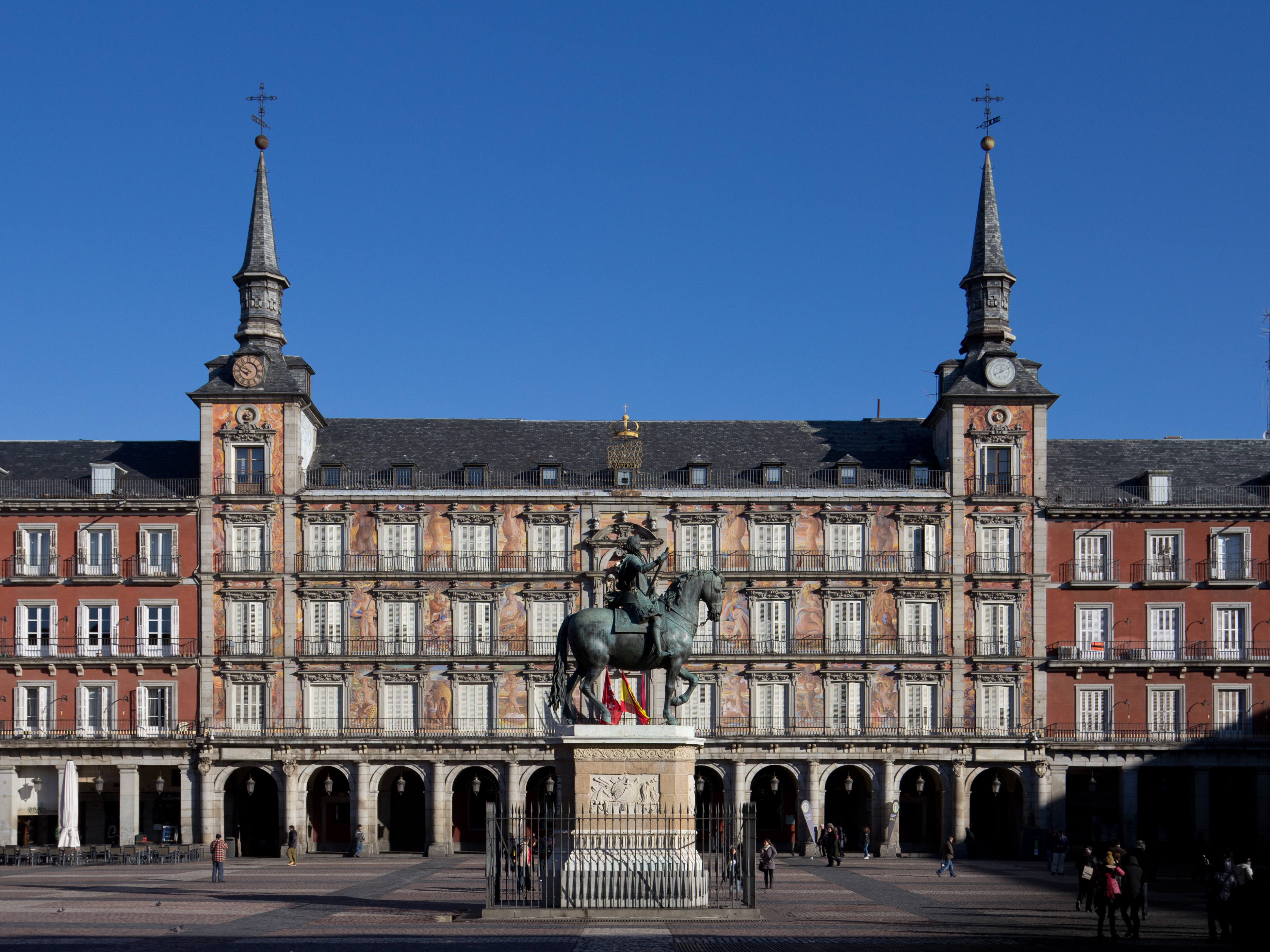
Plaza Mayor, Madrid, Spain. Obra arquitetônica de Juan Gómez de Mora

Juan Gómez de Mora (Madrid, 1586 — id. 1648) foi um arquiteto espanhol. Sobrinho do também arquiteto Francisco de Mora, teve uma importante ligação à realeza desde o seu nascimento. O seu pai, Juan Gómez, foi pintor de câmara de Filipe II de Espanha.
Após a morte do tio, em 1610, Juan Gómez, então com 24 anos, foi nomeado mestre maior das obras do Real Alcázar de Madrid, assim como  também arquitecto de Filipe III de Espanha. Entre as obras que concebeu as que mais se destacam são a Plaza Mayor, em Madrid, o Convento de la Encarnación e o Palacio de Santa Cruz, ambos também em Madrid. Em Salamanca construíu La Clerecía destinada à Ordem dos Jesuitas.